# 윌헴 본 홈버그
윌헴 본홈버그(Wilhelm von Homburg, 1940년 8월 25일 ~ 2004년 3월 10일)는 독일의 배우, 권투 선수, 프로 레슬링 선수이다.
베를린에서 태어났으며 푸에르토바야르타에서 사망하였다. 사인은 암이다.

## 출연 작품
- 매드니스 (1995년) - 사이몬 역
- 어둠의 전사 (1991, Night of the Warrior)
- 아이 오브 스톰 (1991년)
- 고스트버스터즈 2 (1989년)
- 다이 하드 (1988년)
- 스트로스첵 (1977년)
- 렉킹 크류 (1969년)
- 코만도 전략 (1968년)
- 서부를 향해 달려라 (1965년)